# バブリシャス
バブリシャス (Bubblicious) は、アメリカ合衆国の風船ガムのブランドである。
1977年、ワーナー・ランバート (Warner Lambert) 社が創設した。
現在は、モンデリーズ・インターナショナルグループ（旧 クラフトフーヅグループ）内のガム会社であるキャドバリー・アダムズ (Cadbury Adams) 社（同グループのチョコレート会社のキャドバリーとは別会社）が販売している。
日本では同グループのモンデリーズ・ジャパン社が販売していたが、2016年3月をもって販売を終了した。

## 発売されていたフレーバー
- コーラ
- グレープ
- パイナップル
- ストロベリー
- チェリーカクテル
- ライム
- チョコミント

## テレビCM
1980年代後半に放送されたテレビCMでは
ニューヨークの街角らしき場所で外国人の少年3人がバブリシャスガムを噛んでいる所にグラマーな女性が通りかかった際に、少年達が「このくらい」と風船ガムを大きく膨らませる。その後細身の女性が通りかかった際には少年達が風船ガムを小さめに膨らせて女性の胸の大きさを形容してからかっているようなユニークな内容のCMが放送されていた。